# ロデーズ
ロデーズ(Rodez)は、フランスの南部、オクシタニー地域圏の都市で、アヴェロン県の県庁所在地である。

## 歴史
18世紀後半にかけて、フランス科学アカデミーによりダンケルク-バルセロナ間の子午線弧長の測量が実施され、測量成果が長さの単位であるメートルの定義のために使われた。ジャン＝バティスト・ジョゼフ・ドランブルがダンケルクからロデーズまで、ピエール・メシャンがバルセロナからロデーズまでの測量を主導した。

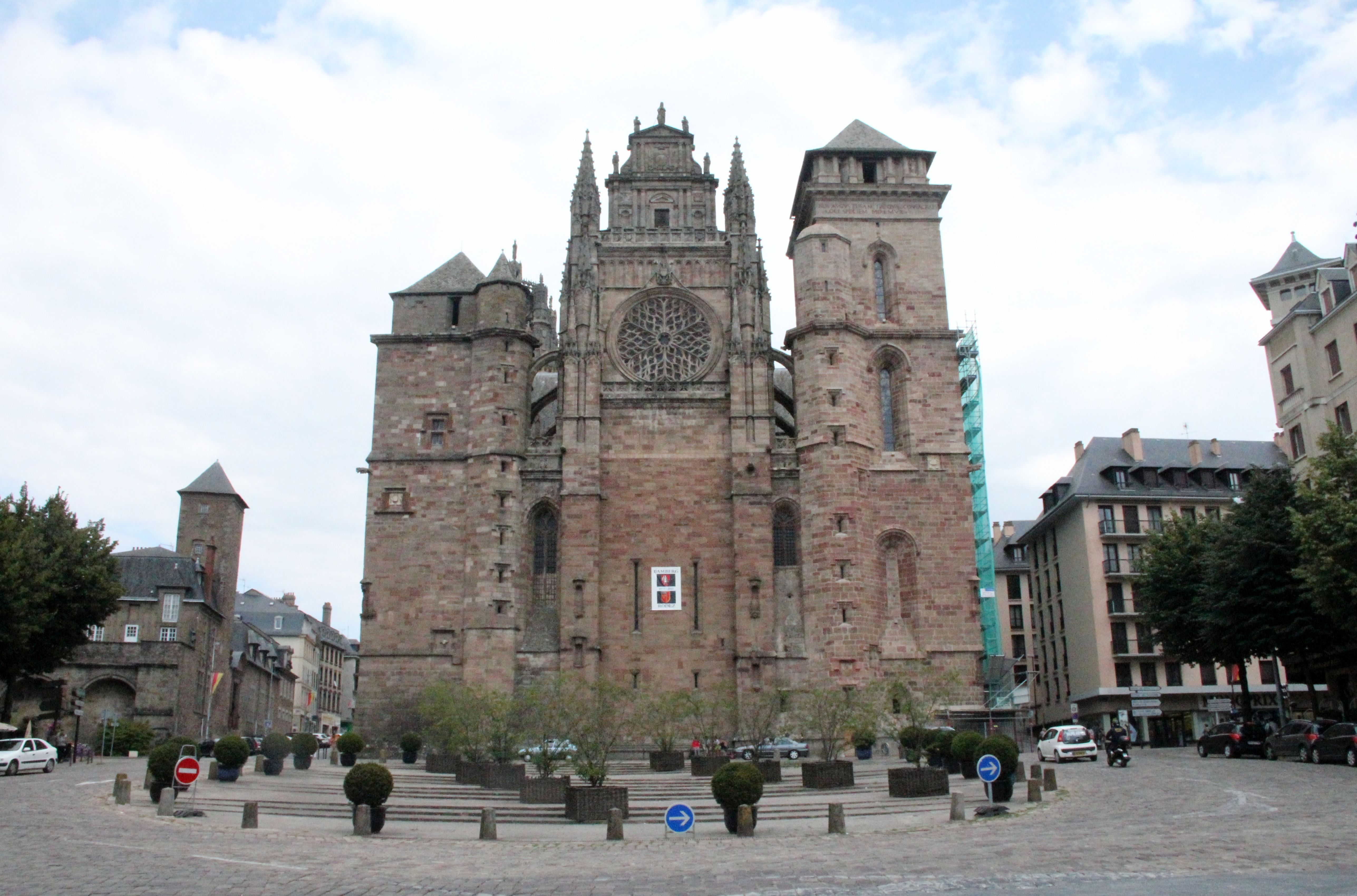
ノートルダム大聖堂

## 人口統計
| 1962年 | 1968年 | 1975年 | 1982年 | 1990年 | 1999年 | 2006年 | 2012年 |
| ------ | ------ | ------ | ------ | ------ | ------ | ------ | ------ |
| 20924  | 23328  | 25550  | 24368  | 24701  | 23707  | 24028  | 23744  |

source=1999年までLdh/EHESS/Cassini、2004年以降INSEE

## 観光
- フナイユ美術館 Musée Fenaille - 1837年設立。

## 外部リンク

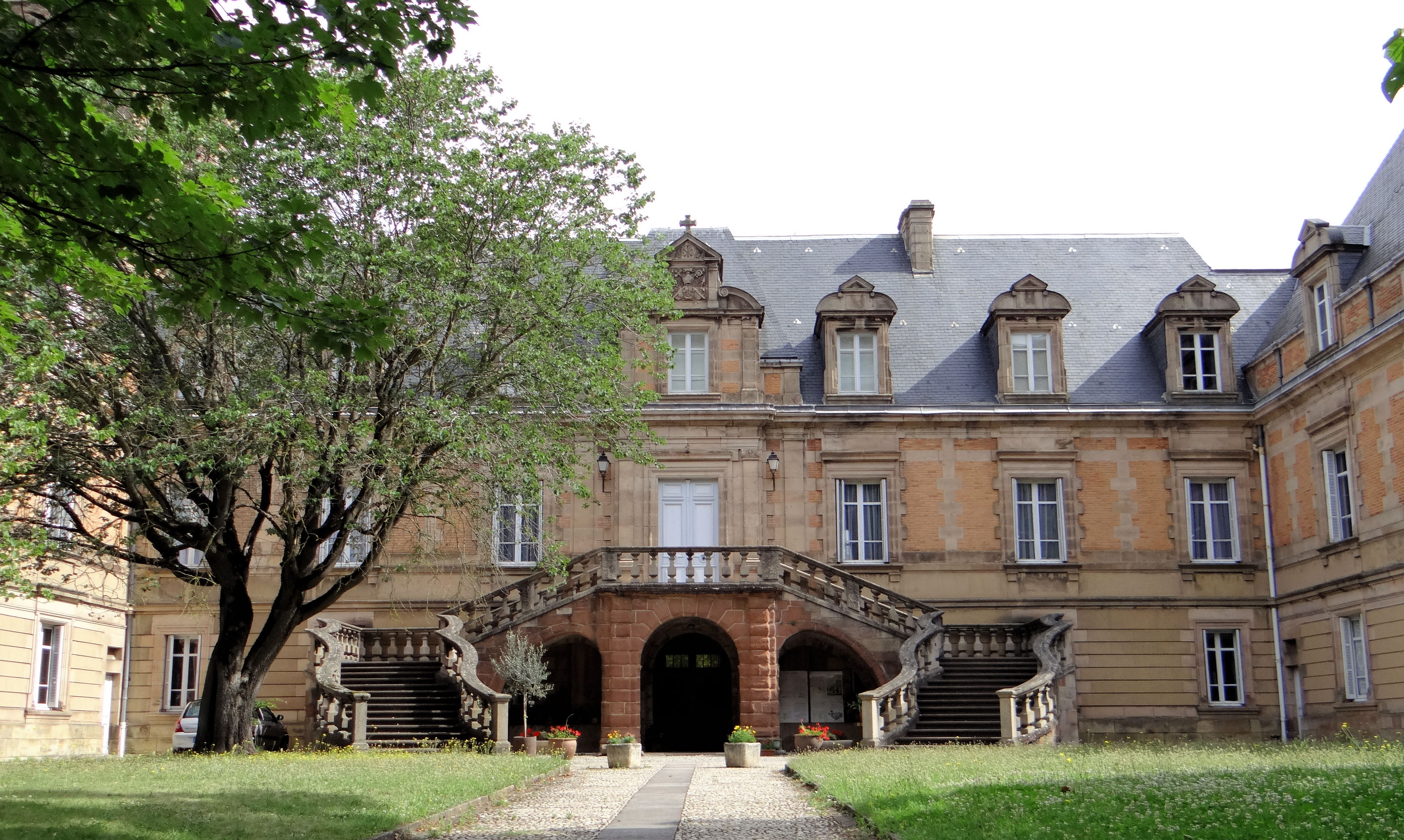
15世紀の王宮

## 関連人物
- ジャン・ムーラン
- ロデーズ伯（英語版）